# Nelinho Quina
Nelinho Quina (Callao, 11 de mayo de 1987) es un futbolista peruano. Juega de lateral izquierdo y su último equipo fue el Carlos A. Mannucci de la Segunda División del Perú.

## Trayectoria
A los 5 años de edad ingresó a la Academia Deportiva Cantolao, pero a los 10 años se marchó a Sporting Cristal donde realizó todas las divisiones menores. A pesar de que tuvo poca continuidad, fue campeón del Torneo Clausura 2005. Después pasó a la Universidad César Vallejo y a Alianza Atlético donde tuvo más continuidad lo que le sirvió para ser visto por equipos de la capital. En el club churre jugó 26 partidos. A mediados de 2008 llegó a Universitario de Deportes junto a Giancarlo Carmona, procedentes de Alianza Atlético.
Luego de realizar una gran Copa Libertadores fue transferido al K. V. C. Westerlo de Bélgica en calidad de préstamo por un año. Para la temporada 2009-10 con el Westerlo cumplió una regular campaña. Jugó 13 partidos, compartiendo el equipo con el colombiano Jaime Ruiz, con quien había jugado en Alianza Atlético, además del ucraniano Oleksandr Iakovenko exjugador de Fiorentina y Málaga. A mediados del año 2010 fue prestado a Juan Aurich buscando más continuidad, jugando 14 partidos y clasificando a la Copa Sudamericana 2011. Con el ciclón tuvo buenas temporadas, siendo habitual titular y campeón nacional en 2011, además de disputar la Copa Libertadores 2012. El último día del año 2012 se confirmó su regreso a Sporting Cristal. Jugó 30 partidos, siendo pieza fundamental en la parte izquierda.
En 2014 llegó al Melgar junto a su hermano Minzum Quina. Jugó un total de 29 partidos. Por falta de continuidad por parte del técnico Juan Reynoso, a mediados de año se fue a la Universidad Técnica de Cajamarca. En el año 2017 fue fichado por Unión Comercio. El 11 de diciembre de 2017 fue anunciado como refuerzo del Sport Boys por Miguel Torres, gerente deportivo del club porteño. Fue el jugador con más partidos jugados, en total acumuló 39 partidos siendo Maelo Reátegui su principal compañero en defensa. El 26 de diciembre de 2018 regresó a Universitario de Deportes, fue oficializado por el club junto a Armando Alfageme, fichando por toda una temporada. Debutó en la fecha 4 de la Liga 1 contra Carlos A. Mannucci, fue titular reemplazando a Jersson Vásquez quien había sido expulsado en el partido anterior.
Su primer gol con la camiseta crema lo marcó contra Alianza Lima en un partido que terminó 3-2 a favor de los merengues. A pesar de no haber sido el fichaje más llamativo del club, fue uno de los jugadores que más rindieron en la cancha, siendo titular toda la temporada por encima del uruguayo Guillermo Rodríguez. A finales de 2019 renovó por toda la temporada 2020, para jugar la Liga 1 2020 y la Copa Libertadores 2020. Luego de la convocatoria de Aldo Corzo y José Carvallo a la selección, Nelinho fue el encargado de recibir la cinta de capitán en la fecha 15 del Torneo Apertura, en la victoria por 5-0 sobre Deportivo Municipal, donde serían campeones de la Fase 1 en la cual fue pieza fundamental.
Para la Fase 2 marcó un gol frente a la Academia Deportiva Cantolao. Llegaron a la final de la Liga 1 2020 donde perdieron por un global de 3-2. Para la temporada 2021 siguió en el Club Universitario de Deportes, por la Copa Libertadores de ese mismo año anotó un gol de cabeza frente a Independiente del Valle. Por la Liga anotó tres goles todos de penal logrando clasificar a la Copa Libertadores 2022. En la temporada 2022 debutó frente a la Academia Deportiva Cantolao donde anotó de penal. Para la fecha 2 marcó un doblete frente a la Universidad de San Martín de Porres. Jugó la Copa Libertadores 2022 frente a Barcelona, sin embargo, su club perdió la llave en la segunda ronda del torneo, a pesar de que el 2022 fue su temporada más goleadora, se hizo evidente un bajo rendimiento del futbolista. El 7 de noviembre de 2022 se hizo oficial su salida del club merengue después de cuatro años.

## Selección nacional
Ha sido internacional con la selección de fútbol del Perú en la categoría sub-20, con la cual disputó el Campeonato Sudamericano de Fútbol Sub-20 de 2007 realizado en Paraguay.

## Clubes
| Club                       | País    | Año         |
| -------------------------- | ------- | ----------- |
| Sporting Cristal           | Perú    | 2005 - 2006 |
| Universidad César Vallejo  | Perú    | 2006        |
| Alianza Atlético           | Perú    | 2007 - 2008 |
| Universitario de Deportes  | Perú    | 2008 - 2009 |
| K. V. C. Westerlo          | Bélgica | 2009 - 2010 |
| Juan Aurich                | Perú    | 2010 - 2012 |
| Sporting Cristal           | Perú    | 2013        |
| F. B. C. Melgar            | Perú    | 2014 - 2015 |
| Univ. Técnica de Cajamarca | Perú    | 2015 - 2016 |
| Unión Comercio             | Perú    | 2017        |
| Sport Boys                 | Perú    | 2018        |
| Universitario de Deportes  | Perú    | 2019 - 2022 |
| Cusco F. C.                | Perú    | 2023        |
| Carlos A. Mannucci         | Perú    | 2024 - 2025 |

## Palmarés

### Títulos nacionales
| Título                    | Club                      | País | Año  |
| ------------------------- | ------------------------- | ---- | ---- |
| Torneo Clausura           | Sporting Cristal          | Perú | 2005 |
| Primera División del Perú | Sporting Cristal          | Perú | 2005 |
| Primera División del Perú | Universitario de Deportes | Perú | 2009 |
| Primera División del Perú | Juan Aurich               | Perú | 2011 |
| Torneo Apertura           | Universitario de Deportes | Perú | 2020 |

### Distinciones individuales
| Distinción                             | Año  |
| -------------------------------------- | ---- |
| Mejor once de la Liga 1 según la SAFAP | 2020 |